# Чхув
Чхув (на полски: Czchów) е град в Южна Полша, Малополско войводство, Бжески окръг. Административен център е на градско-селската Чхувска община. Заема площ от 14,09 км2.

## Население
Според данни от полската Централна статистическа служба, към 1 януари 2014 г. населението на града възлиза на 2 346 души. Гъстотата е 167 души/км2.